# بوب هدسون
بوب هدسون (بالإنجليزية: Bob Hudson)‏ هو لاعب كرة قدم أمريكية أمريكي، ولد في 5 أبريل 1930 في لامار في الولايات المتحدة.

## وصلات خارجية
- بوب هدسون على موقع مرجع كرة القدم المحترفة.كوم (الإنجليزية)